# Marko Dmitrović
Marko Dmitrović (Servisch: Марко Дмитровић) (Subotica, 24 januari 1992) is een Servisch voetballer die doorgaans speelt als doelman. In juli 2025 verruilde hij Leganés voor Espanyol. Dmitrović maakte in 2017 zijn debuut in het Servisch voetbalelftal.

## Clubcarrière
Dmitrović speelde tussen 2006 en 2013 in de jeugdopleiding van Rode Ster Belgrado, maar wist bij de Servische club niet door te breken. Na zijn vertrek uit Belgrado kwam de doelman terecht bij het Hongaarse Újpest. Voor deze club kwam hij uiteindelijk uit in twaalf competitieduels. In januari 2015 nam Charlton Athletic de Serviër over en gaf hem een contract voor anderhalf jaar. Na een halfjaar huurde Alcorcón hem voor één seizoen. Dmitrović werd na het seizoen op huurbasis definitief vastgelegd door Alcorcón.
Eibar, destijds uitkomend in de Primera División, contracteerde de doelman in de zomer van 2017 voor vier seizoenen. Aan het einde van zijn eerste jaargang bij Eibar werd hij verkozen tot speler van het jaar. Op 21 januari 2021 maakte de doelman zijn eerste doelpunt als profvoetballer. Hij opende de score tegen Atlético Madrid, door een strafschop te benutten. Door twee doelpunten van Luis Suárez won Atlético alsnog.
In de zomer van 2021 verliep de verbintenis van Dmitrović bij Eibar en hierop verkaste hij naar Sevilla, waar hij zijn handtekening zette onder een verbintenis voor de duur van vier seizoenen. Nadat hij drie seizoenen lang grotendeels als reserve had gefungeerd verkaste Dmitrović in augustus 2024 transfervrij naar Leganés, waar hij voor een jaar tekende met een optie op een seizoen extra. Deze optie werd niet gelicht, waarna de sluitpost een jaar later een contract voor drie jaar tekende naar Espanyol. Hier moest hij de naar FC Barcelona vertrokken Joan García vervangen.

## Clubstatistieken
| Seizoen | Club              | Competitie        | Competitie | Competitie | Beker | Beker | Internationaal | Internationaal | Totaal | Totaal |
| Seizoen | Club              | Competitie        | Wed.       | Dlp.       | Wed.  | Dlp.  | Wed.           | Dlp.           | Wed.   | Dlp.   |
| ------- | ----------------- | ----------------- | ---------- | ---------- | ----- | ----- | -------------- | -------------- | ------ | ------ |
| 2013/14 | Újpest            | Nemzeti Bajnokság | 12         | 0          | 1     | 0     | —              | —              | 13     | 0      |
| 2014/15 | Újpest            | Nemzeti Bajnokság | 0          | 0          | 5     | 0     | —              | —              | 5      | 0      |
| 2014/15 | Charlton Athletic | Championship      | 5          | 0          | 0     | 0     | —              | —              | 5      | 0      |
| 2015/16 | → Alcorcón        | Segunda División  | 38         | 0          | 0     | 0     | —              | —              | 38     | 0      |
| 2016/17 | Alcorcón          | Segunda División  | 41         | 0          | 1     | 0     | —              | —              | 42     | 0      |
| 2017/18 | Eibar             | Primera División  | 36         | 0          | 1     | 0     | —              | —              | 37     | 0      |
| 2018/19 | Eibar             | Primera División  | 24         | 0          | 0     | 0     | —              | —              | 24     | 0      |
| 2019/20 | Eibar             | Primera División  | 35         | 0          | 0     | 0     | —              | —              | 35     | 0      |
| 2020/21 | Eibar             | Primera División  | 35         | 1          | 0     | 0     | —              | —              | 35     | 1      |
| 2021/22 | Sevilla           | Primera División  | 6          | 0          | 3     | 0     | 0              | 0              | 9      | 0      |
| 2022/23 | Sevilla           | Primera División  | 15         | 0          | 5     | 0     | 5              | 0              | 25     | 0      |
| 2023/24 | Sevilla           | Primera División  | 13         | 0          | 2     | 0     | 4              | 0              | 19     | 0      |
| 2024/25 | Leganés           | Primera División  | 32         | 0          | 0     | 0     | —              | —              | 32     | 0      |
| 2025/26 | Espanyol          | Primera División  | 0          | 0          | 0     | 0     | —              | —              | 0      | 0      |
| Totaal  | Totaal            | Totaal            | 292        | 1          | 18    | 0     | 9              | 0              | 319    | 1      |

Bijgewerkt op 22 juli 2025.

## Interlandcarrière
Dmitrović maakte zijn debuut in het Servisch voetbalelftal op 14 november 2017, toen met 1–1 gelijkgespeeld werd tegen Zuid-Korea. De doelman moest van bondscoach Mladen Krstajić als wisselspeler aan het duel beginnen en viel in de rust in voor Vladimir Stojković. In de tweede helft zorgden Adem Ljajić en Koo Ja-cheol (vanuit een strafschop) voor de doelpunten. De andere debutanten dit duel waren Nikola Aksentijević (Radnički) en Nemanja Radonjić (Rode Ster Belgrado). Dmitrović werd in mei 2018 door Krstajić opgenomen in de selectie van Servië voor het wereldkampioenschap in Rusland, maar kwam daar in geen van de drie WK-duels van de Serviërs in actie. Zijn toenmalige teamgenoot Takashi Inui (Japan) was ook actief op het toernooi.
In november 2022 werd Dmitrović door bondscoach Dragan Stojković opgenomen in de selectie van Servië voor het WK 2022. Tijdens dit WK werd Servië uitgeschakeld in de groepsfase na nederlagen tegen Brazilië en Zwitserland en een gelijkspel tegen Kameroen. Dmitrović kwam niet in actie. Zijn toenmalige clubgenoten Gonzalo Montiel, Marcos Acuña, Alejandro Gómez (allen Argentinië), Thomas Delaney, Kasper Dolberg (beiden Denemarken), Yassine Bounou, Youssef En-Nesyri (beiden Marokko), Alex Telles (Brazilië) en Nemanja Gudelj (eveneens Servië) waren ook actief op het toernooi.
| Interlands van Marko Dmitrović voor Servië | Interlands van Marko Dmitrović voor Servië | Interlands van Marko Dmitrović voor Servië | Interlands van Marko Dmitrović voor Servië | Interlands van Marko Dmitrović voor Servië | Interlands van Marko Dmitrović voor Servië | Interlands van Marko Dmitrović voor Servië |
| №                                          | Datum                                      | Wedstrijd                                  | Uitslag                                    | Competitie                                 | Goals                                      |                                            |
| Als speler bij Eibar                       | Als speler bij Eibar                       | Als speler bij Eibar                       | Als speler bij Eibar                       | Als speler bij Eibar                       | Als speler bij Eibar                       | Als speler bij Eibar                       |
| ------------------------------------------ | ------------------------------------------ | ------------------------------------------ | ------------------------------------------ | ------------------------------------------ | ------------------------------------------ | ------------------------------------------ |
| 1                                          | 14 november 2017                           | Zuid-Korea – Servië                        | 1 – 1                                      | Vriendschappelijk                          |                                            |                                            |
| 2                                          | 23 maart 2018                              | Marokko – Servië                           | 2 – 1                                      | Vriendschappelijk                          |                                            |                                            |
| 3                                          | 7 september 2018                           | Litouwen – Servië                          | 0 – 1                                      | Nations League 2018/19                     |                                            |                                            |
| 4                                          | 10 september 2018                          | Servië – Roemenië                          | 2 – 2                                      | Nations League 2018/19                     |                                            |                                            |
| 5                                          | 11 oktober 2018                            | Montenegro – Servië                        | 0 – 2                                      | Nations League 2018/19                     |                                            |                                            |
| 6                                          | 20 maart 2019                              | Duitsland – Servië                         | 1 – 1                                      | Vriendschappelijk                          |                                            |                                            |
| 7                                          | 25 maart 2019                              | Portugal – Servië                          | 1 – 1                                      | EK 2020 kwalificatie                       |                                            |                                            |
| 8                                          | 7 juni 2019                                | Oekraïne – Servië                          | 5 – 0                                      | EK 2020 kwalificatie                       |                                            |                                            |
| 9                                          | 10 juni 2019                               | Servië – Litouwen                          | 4 – 1                                      | EK 2020 kwalificatie                       |                                            |                                            |
| 10                                         | 7 september 2019                           | Servië – Portugal                          | 2 – 4                                      | EK 2020 kwalificatie                       |                                            |                                            |
| 11                                         | 10 september 2019                          | Luxemburg – Servië                         | 1 – 3                                      | EK 2020 kwalificatie                       |                                            |                                            |
| 12                                         | 14 oktober 2019                            | Litouwen – Servië                          | 1 – 2                                      | EK 2020 kwalificatie                       |                                            |                                            |
| 13                                         | 14 november 2019                           | Servië – Luxemburg                         | 3 – 2                                      | EK 2020 kwalificatie                       |                                            |                                            |
| 14                                         | 3 september 2020                           | Rusland – Servië                           | 3 – 1                                      | Nations League 2020/21                     |                                            |                                            |
| 15                                         | 14 oktober 2020                            | Turkije – Servië                           | 2 – 2                                      | Nations League 2020/21                     |                                            |                                            |
| 16                                         | 15 november 2020                           | Hongarije – Servië                         | 1 – 1                                      | Nations League 2020/21                     |                                            |                                            |
| 17                                         | 24 maart 2021                              | Servië – Ierland                           | 3 – 2                                      | WK 2022 kwalificatie                       |                                            |                                            |
| 18                                         | 27 maart 2021                              | Servië – Portugal                          | 2 – 2                                      | WK 2022 kwalificatie                       |                                            |                                            |
| Als speler bij Sevilla                     |                                            |                                            |                                            |                                            |                                            |                                            |
| 19                                         | 9 juni 2022                                | Zweden – Servië                            | 0 – 1                                      | Nations League 2022/23                     |                                            |                                            |

Bijgewerkt op 22 juli 2025.

## Erelijst
| Competitie         |        |         |        |        |
| Competitie         | Aantal | Jaren   |        |        |
| Újpest             | Újpest | Újpest  | Újpest | Újpest |
| ------------------ | ------ | ------- | ------ | ------ |
| Magyar Kupa        | 1      | 2013/14 |        |        |
| Sevilla            |        |         |        |        |
| UEFA Europa League | 1      | 2022/23 |        |        |